# Knowledge Transfer Partnerships
Knowledge Transfer Partnerships (KTP) är ett delvis statligt finansierat program i Storbritannien för att stärka samarbetet mellan akademi och näringsliv. Det inleddes 2003 och ersatte Teaching Company Scheme (TCS), startat 1975.  

## Högskolan Dalarna
År 2012 startade Högskolan Dalarna ett pilotprojekt med namnet KTP Dalarna, där ursprunget låg i den brittiska varianten.
Kortfattat går projektet i Dalarna ut på att en nyutexaminerad student anställs av högskolan och sedan placeras på ett företag för att där driva olika typer av projekt. Från högskolan kommer en handledare inom relevant ämnesområde att finnas med som stöd. Även laboratorieresurser bidrar högskolan med. Den nyutexaminerade studenten kommer att få marknadsmässig lön, där hälften betalas av företaget och hälften av projektmedel.